# Hamlet (Nebraska)
Hamlet je selo u američkoj saveznoj državi Nebraska. Prema popisu stanovništva iz 2010. u njemu je živjelo 57 stanovnika.